# Turbinoliidae
Turbinoliidae là một họ san hô trong bộ Scleractinia.

## Chi
Họ này gồm các chi:
- Alatotrochus. Cairns, 1994
- Australocyathus. Cairns & Parker, 1992
- Conocyathus. d'Orbigny, 1849
- Cryptotrochus. Cairns, 1988
- Cyathotrochus. Bourne, 1905
- Deltocyathoides. Yabe & Eguchi, 1932
- Discotrochus.
- Dunocyathus. Tenison-Woods, 1878
- Endocyathopora. Cairns, 1989
- Foveolocyathus. Cairns, 1997
- Holcotrochus. Dennant, 1902
- Idiotrochus. Wells, 1935
- Kionotrochus. Dennant, 1906
- Lissotrochus. Cairns, 2004
- Notocyathus. Tenison-Woods, 1880
- Peponocyathus.Gravier, 1915
- Platytrochus. Milne Edwards & Haime, 1848
- Pleotrochus. Cairns, 1997
- Pseudocyathoceras. Cairns, 1991
- Sphenotrochus. Milne Edwards & Haime, 1848
- Thrypticotrochus. Cairns, 1989
- Trematotrochus. Tenison-Woods, 1879
- Tropidocyathus. Milne Edwards & Haime, 1848
- Turbinolia. Lamarck, 1816